# Power Mac G4

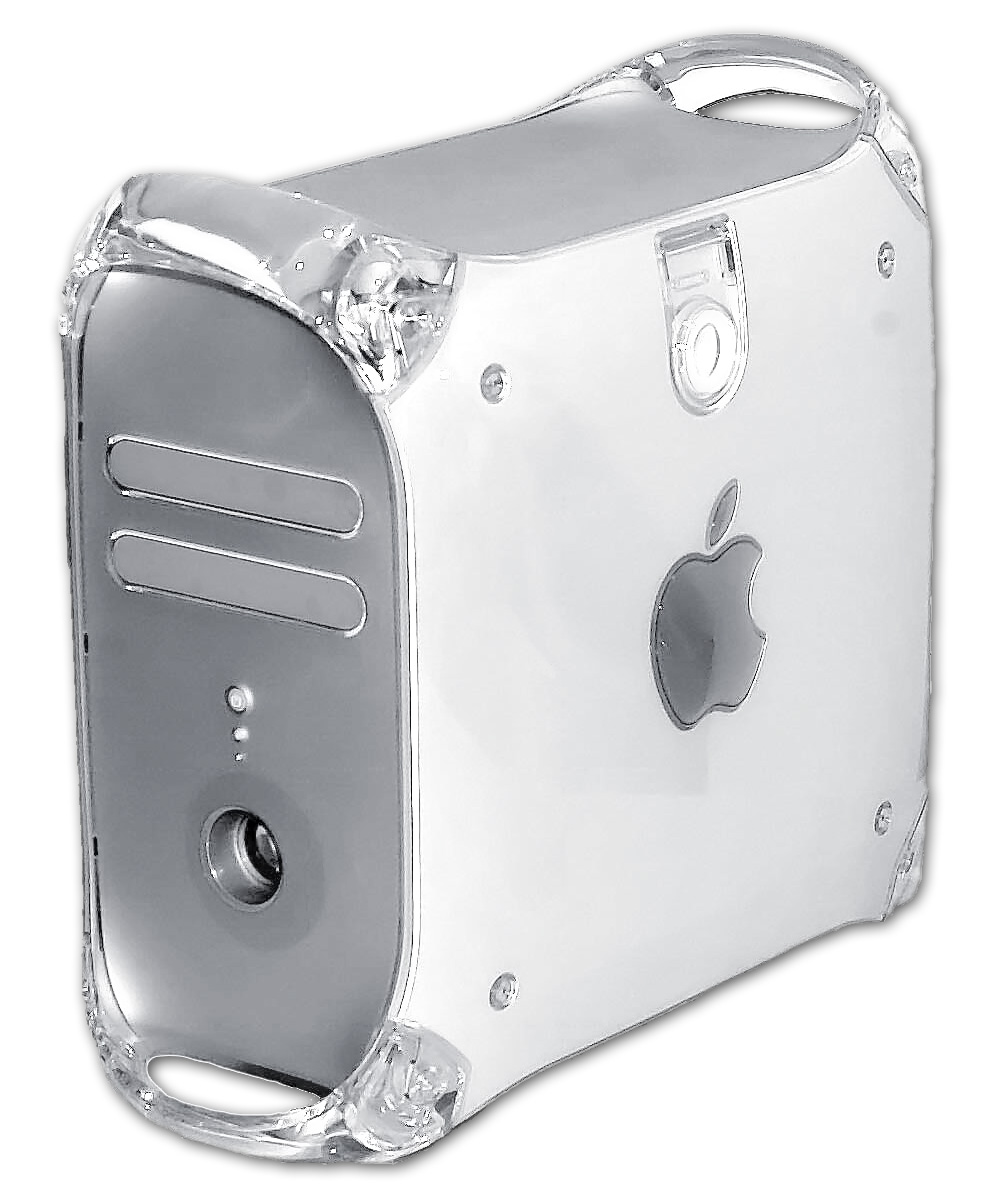
PowerMac G4

Power Mac G4, persondator av arbetsstationklass från Apple Computer. Lanserad 31 augusti 1999 under Seybold-konferensen, Datorn ersatte Power Macintosh G3.
En av de största nyheterna i Power Mac G4 är processorbytet till PowerPC G4 som innebär att processorn fick en enhet för vektorberäkningar. Övriga nyheter var införandet av AGP-kortplats (AGP 2x) för grafikkort, ATA/66-buss för hårddiskar och kortplats för företagets eget nätverkskort för trådlöst Ethernet av typen 802.11b.
Första revisionen av datormodellen fick processorhastigheterna 400, 450 och 500 MHz. Senare under hösten 1999 sänktes dessa till 350, 400 och 450 MHz. Denna ändring var historisk, eftersom det var en försämring av specifikationerna. Datormodellen fick under åren uppdateringar i form av justerat chassi, förnyade versioner av PowerPC G4-processorn med högre klockfrekvenser, versioner med två processorer, Gigabit Ethernet, CD/DVD-brännare, Firewire 800, Bluetooth, större hårddiskar, AGP 4x, snabbare RAM-typ och mer minne med mera.
Tre olika chassin utvecklades. Det första var nästan identiskt med chassit från Power Macintosh G3. Nästa chassi (se bild intill) introducerades i juli 2001 där den stora skillnaden var framsidan där det tydligare framgår att det finns två platser för utbytbar lagringsmedia, exempelvis CD/DVD-enhet och/eller Zip-drive. I augusti 2002 kom den tredje och sista lådan med modellen som kallas för MDD, "Mirror Drive Doors". Även den var identisk med sina föregångare på kanterna, men framsidan fick ytterligare nyheter. Istället för två platser där ena var avsedd för en CD/DVD-enhet och andra för Zip-drive var bägge avsedda för CD/DVD. Dessutom placerades ett hörlursuttag på framsidan.
I juli 2000 lanserade företaget datorn Power Mac G4 Cube som skulle komma att bli kortlivad.
Den 23 juni 2003 lanserade Apple Computer den dator som skulle ersätta Power Mac G4: Power Mac G5. Under Power Mac G5:s första tid såldes en Power Mac G4-version som kunde starta med Mac OS 9 för de kunder som hade behovet.